# Tarsomegamerus
Tarsomegamerus là một chi bọ cánh cứng trong họ Chrysomelidae.
Chi này được miêu tả khoa học năm 2005 bởi Zhang.

## Các loài
Chi này gồm các loài:
- Tarsomegamerus mesozoicus Zhang, 2005